# Suzanniwana
Suzanniwana — це вимерлий рід ігуанових ящірок, який мешкав у західній частині Північної Америки в ранньому еоцені, приблизно 56 мільйонів років тому. Два види відомі в басейні Бігхорн штату Вайомінг: типовий вид S. patriciana, названий у 2009 році, і вид S. revenanta, названий у 2013 році. Сузаннівана жив під час палеоцен-еоценового термального максимуму, короткого періоду глобального потепління, що призвело до більш теплих і сухих умов у басейні Бігхорн. Ймовірно, він походить від лінії, яка мігрувала в басейн із регіонів, розташованих далі на південь, слідуючи широтній смузі постійних кліматичних умов, які переміщувалися на північ у міру потепління планети (це явище, відоме як відстеження середовища проживання). Suzanniwana має багато спільних скелетних особливостей із сучасними ящірками, що належать до родини Corytophanidae. Він також дуже нагадує Geiseltaliellus, ігуанію з середньоеоценової ями Мессель у Німеччині.